# Jusztinián György Serédi

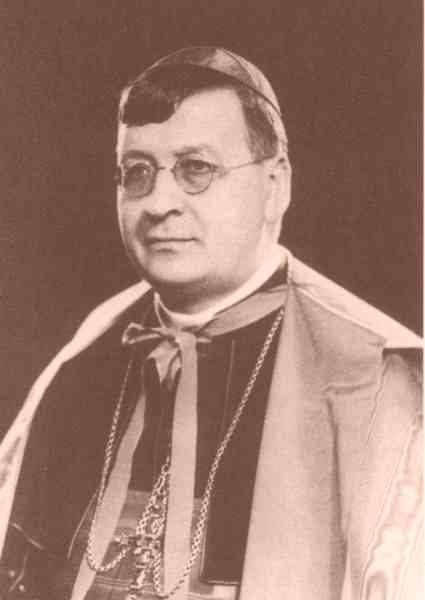
Jusztinián Kardinal Serédi (um 1940)

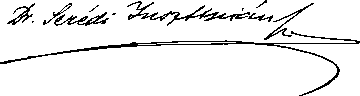
Signatur

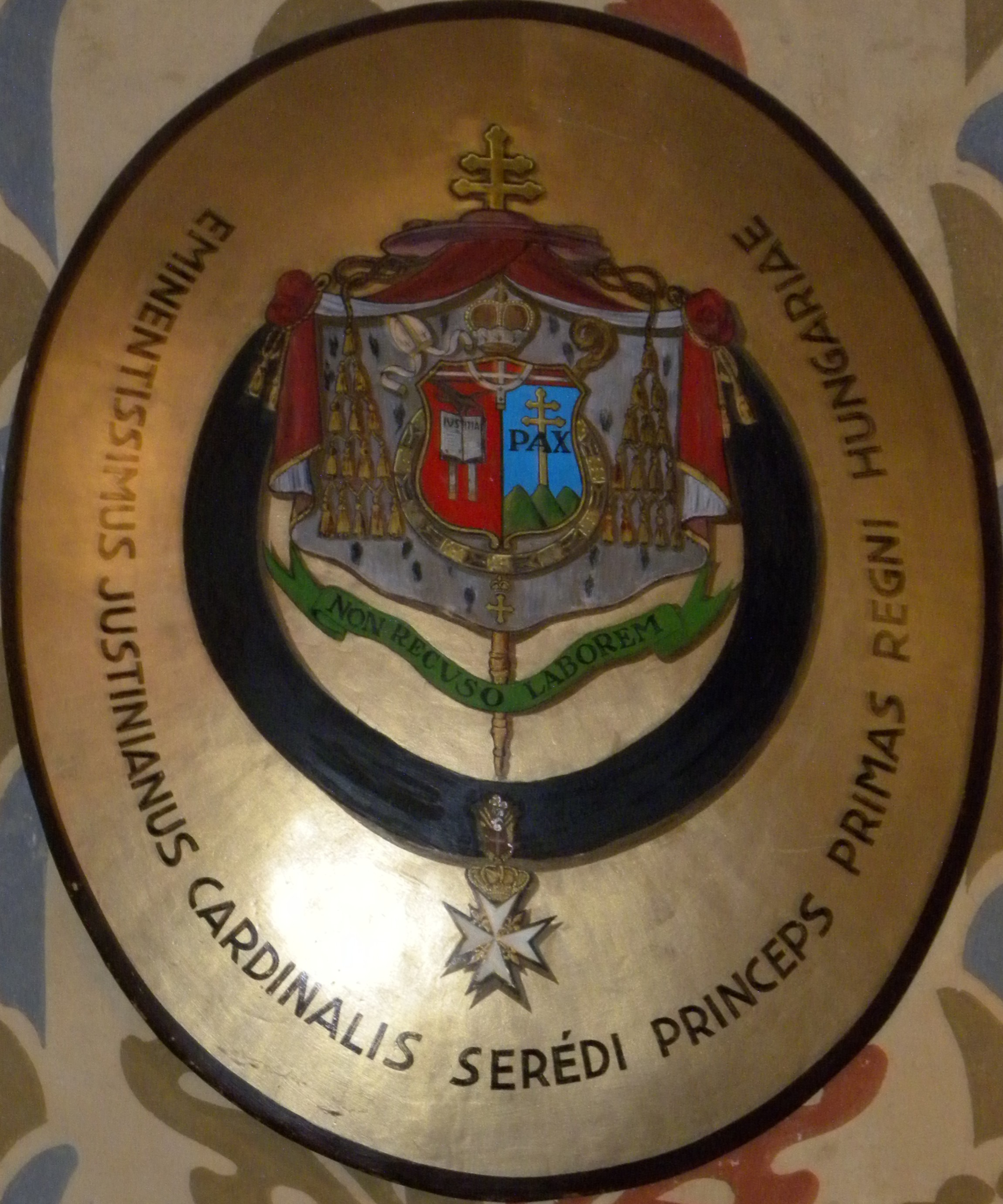
Wappen des Kardinals

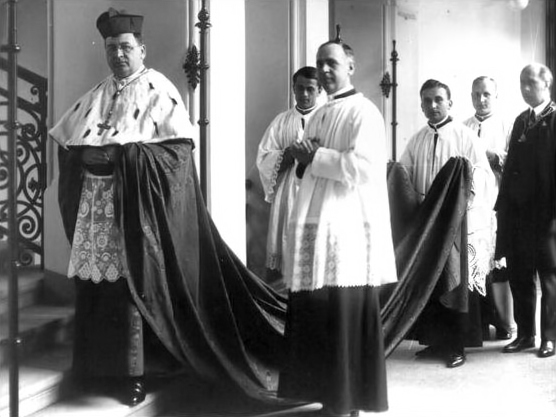
Jusztinián György Kardinal Serédi in Cappa magna

Jusztinián György Kardinal Serédi OSB, eigentlich György Szapucsek (* 23. April 1884 in Deáki, Königreich Ungarn; † 29. März 1945 in Esztergom, Ungarn) war Erzbischof von Esztergom. 

## Leben
Aus einer slowakischen Handwerkerfamilie stammend, trat György Serédi 1901 als Bruder Jusztinián in die Benediktiner-Erzabtei Pannonhalma in Ungarn ein und studierte in verschiedenen Häusern des Ordens die Fächer Philosophie und Katholische Theologie. Am 14. Juli 1908 empfing er das Sakrament der Priesterweihe und lebte anschließend als Mönch in Rom. Dort gehörte er zum Lehrkörper des Internationalen Kollegs Sant’Anselmo in Rom und versah längere Zeit das Amt Generalprokurators der Ungarischen Benediktinerkongregation. 
Papst Pius XI. ernannte Serédi im Dezember 1927 zum Erzbischof von Esztergom und damit zum Primas von Ungarn und nahm ihn noch im gleichen Monat als Kardinalpriester mit der Titelkirche Santi Andrea e Gregorio al Monte Celio in das Kardinalskollegium auf. Die Bischofsweihe empfing Jusztinián Serédi durch Papst Pius XI. am 8. Januar 1928. Er war Senator von Ungarn und nahm am Konklave des Jahres 1939 teil. Mit seinem erbitterten Widerstand trug Serédi maßgeblich dazu bei, dass der reformierte Reichsverweser Miklós Horthy 1942 seine Pläne und die seiner Hofkamarilla zur Errichtung einer Dynastie fallen ließ.
Nachdem er von der völligen Bombardierung Budapests erfahren hatte, erkrankte er und starb am 29. März 1945 in Esztergom an einem Herzinfarkt. Serédi wurde in der dortigen Kathedrale bestattet.